# روآردین
روآردین (به انگلیسی: Ruardean) یک روستا و محله مدنی در بریتانیا است که در Forest of Dean واقع شده‌است. روآردین ۱٬۳۹۹ نفر جمعیت دارد.